# Joris Demmink

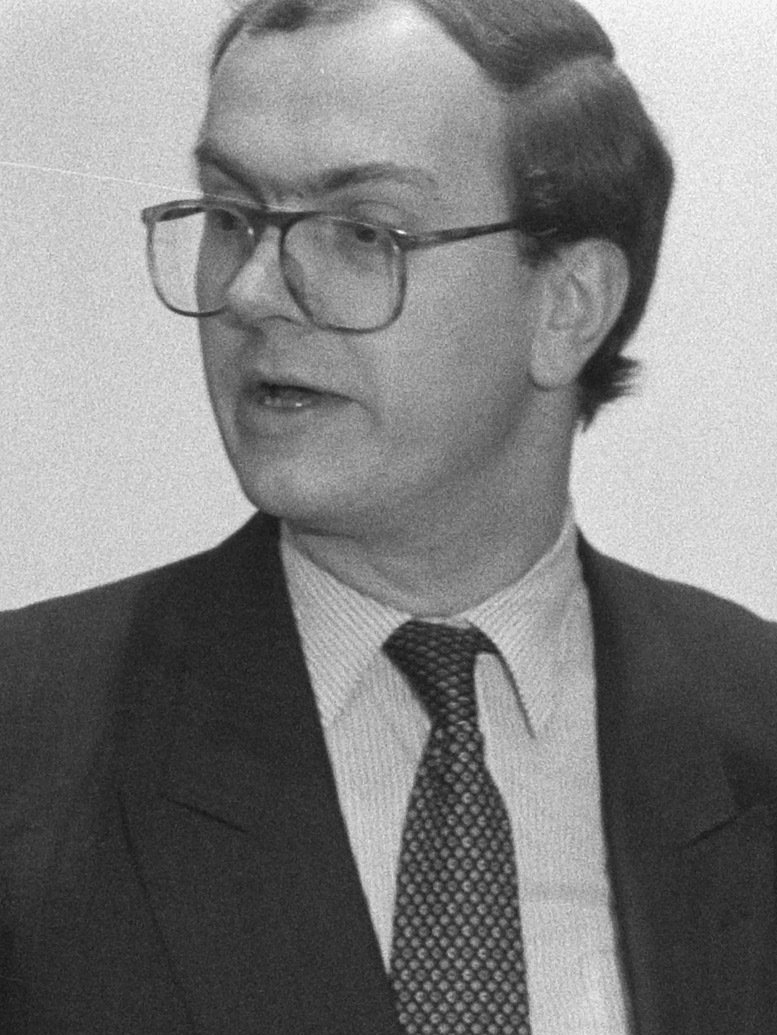
Joris Demmink (1986)

Joris Demmink (* 11. Dezember 1947 in Laren, Noord-Holland) ist ein niederländischer Jurist und ehemaliger hoher Beamter. Er war zehn Jahre lang Generalsekretär (Secretaris-Generaal) im niederländischen Justizministerium, von 2002 bis zu seinem Ruhestand Ende 2012. In den 2010er-Jahren geriet Demmink in die Schlagzeilen der niederländischen Presse, da ihm wiederholt sexueller Missbrauch von Minderjährigen vorgeworfen wurde. Trotz mehrerer Untersuchungen führten diese Beschuldigungen jedoch zu keiner strafrechtlichen Verurteilung.

## Herkunft und Familie
Demmink wurde 1947 in Laren (Provinz Noord-Holland) geboren. Nach dem Schulabschluss studierte er ab 1966 Rechtswissenschaften an der Universität Leiden. Während seines Studiums schloss er sich dem renommierten studentischen Corps Minerva an, in dem viele spätere niederländische Führungspersönlichkeiten Mitglied waren. Über Demminks familiären Hintergrund ist in der Öffentlichkeit wenig bekannt; er trat vor allem durch seine berufliche Laufbahn im Staatsdienst hervor. Demmink ist Mitglied der liberal-konservativen Partei VVD, war jedoch als Beamter politisch nicht exponiert.

## Berufliche Laufbahn
Nach dem Studium begann Demmink Anfang der 1970er Jahre seine Laufbahn im niederländischen Verteidigungsministerium. 1982 wechselte er ins Justizministerium, wo er rasch in leitende Positionen aufstieg. Er leitete unter anderem die Abteilung Polizei sowie später die Hauptabteilung Rechtspleging (Rechtspflege). Von 1993 bis 2002 war Demmink als Generaldirektor für internationale Angelegenheiten und Ausländerpolitik (Directeur-Generaal Internationale Aangelegenheden en Vreemdelingenzaken) tätig. Am 1. November 2002 wurde er zum Generalsekretär des Justizministeriums ernannt, womit er zum ranghöchsten Beamten dieses Ministeriums aufstieg. In dieser Funktion diente er unter mehreren Justizministern und blieb bis zu seiner Pensionierung am 1. November 2012 im Amt. Für seine langjährige öffentliche Dienstzeit wurde er unter anderem mit hohen königlichen Orden ausgezeichnet.

## Anschuldigungen wegen sexuellem Missbrauch
Bereits seit den späten 1990er Jahren kursierten Gerüchte und Vorwürfe, dass Joris Demmink in Fälle von sexuellem Missbrauch von Minderjährigen verwickelt sein könnte. Konkrete Anschuldigungen wurden ab den 2000er-Jahren öffentlich: So behaupteten Zeugen gegenüber der Zeitung Algemeen Dagblad (AD), Demmink habe in den 1980er Jahren Kontakt zu einem Zuhälter von minderjährigen Jungen gehabt. Im Oktober 2012 veröffentlichte das AD dazu einen Artikel, gestützt auf Aussagen dreier Zeugen; ein weiterer Informant gab an, Jungen seien in Demminks Dienstwagen mitgenommen worden. Demmink bestritt diese Behauptungen vehement und klagte gegen die Zeitung. Er unterlag jedoch Ende 2014 vor Gericht, sodass der Bericht nicht als Verleumdung gewertet wurde.
Ein anderer Strang der Vorwürfe betraf mutmaßlichen Missbrauch während Dienstreisen in den 1990er Jahren. 2007 beschuldigte ein inhaftierter Türke den damaligen Justiz-Generalsekretär, Ende der 90er zwei Jungen im Alter von 12 und 14 Jahren in der Türkei vergewaltigt zu haben. 2010 reichte die niederländische Anwältin Adèle van der Plas im Namen eines der mutmaßlichen Opfer Strafanzeige gegen Demmink ein. Die niederländische Staatsanwaltschaft sah zunächst keine ausreichenden Anhaltspunkte und leitete jahrelang keine Ermittlungen ein. Erst im Januar 2014 ordnete ein Berufungsgericht im Rahmen einer sogenannten Artikel-12-Beschwerde an, ein strafrechtliches Ermittlungsverfahren gegen Demmink wegen der Vergewaltigungsvorwürfe einzuleiten.
In der Folge untersuchte ein Spezialteam die Anschuldigungen aus der Türkei über mehrere Jahre. Dabei wurden Demminks Reiseunterlagen, Terminkalender, Finanztransaktionen und sonstige Dokumente aus der fraglichen Zeit gründlich ausgewertet.  Demmink selbst gab an, nach 1986 nicht mehr in der Türkei gewesen zu sein. Die Ermittler konnten tatsächlich keine Hinweise darauf finden, dass Demmink sich zum behaupteten Tatzeitpunkt in der Türkei aufgehalten hatte. Zudem verweigerten die türkischen Justizbehörden die Zusammenarbeit und lehnten mehrere niederländische Rechtshilfeersuchen ab. So gestaltete sich die Beweisführung schwierig. Im Juni 2016 teilte die Staatsanwaltschaft schließlich mit, dass die strafrechtlichen Ermittlungen keine belastbaren Beweise für eine Beteiligung Demminks an Sexualstraftaten erbracht hätten. 2017 wurde das Verfahren deshalb eingestellt.
Parallel zu dem Türkei-Komplex sorgte eine weitere gerichtliche Untersuchung in den Niederlanden für Aufsehen. Der ehemalige minderjährige Prostituierte Bart van Well strengte ein Zivilverfahren an, in dem er dem Staat vorwarf, den Schutz von Kindern in der Prostitution vernachlässigt zu haben. In diesem Kontext musste sich Demmink im Juni 2016 vor Gericht erstmals persönlich Fragen zu den Missbrauchsvorwürfen stellen. Er wurde als Zeuge im Rahmen von Beweisanhörungen vernommen und bestritt sämtliche Vorwürfe, jemals sexuelle Kontakte zu Minderjährigen gehabt oder Orte von Kinderprostitution aufgesucht zu haben. In der Anhörung räumte Demmink allerdings ein, in der Vergangenheit eine Beziehung mit dem ungarischen Pornodarsteller Libor Čtvrlík unterhalten zu haben – etwas, das er zuvor öffentlich abgestritten hatte. Insgesamt wurden in dieser Voruntersuchung neun Zeugen gehört, um ein mögliches weitreichendes Netzwerk von Kindesmissbrauch in den 1980er Jahren aufzudecken.

### Mögliche Verbindungen von Demmink zu einem größeren Netzwerk
Die Affäre Demmink gewann besondere Brisanz durch behauptete Verbindungen der beteiligten Personen in höchste gesellschaftliche Kreise. Während der Zeugenvernehmungen im Jahr 2016 wurden mehrere prominente Persönlichkeiten namentlich genannt, die angeblich in den Missbrauchsskandal verstrickt oder zumindest davon Kenntnis gehabt haben sollen. So sagte der erste Zeuge unter Eid aus, er sei als Jugendlicher in einer Amsterdamer Wohnung sexuell missbraucht worden und dort seien unter anderem der frühere Amsterdamer Bürgermeister Ed van Thijn, der ehemalige Finanzminister Onno Ruding sowie Prinz Claus (Ehemann von Königin Beatrix) anwesend gewesen. Der Zeuge sagte aus, er habe Ruding sexuell befriedigen müssen und Claus in einem Lokal „mit Jungen“ gesehen. Diese schwerwiegenden Anschuldigungen gegen Mitglieder der politischen Elite und sogar ein Mitglied der Königsfamilie sorgten für erhebliches Aufsehen.
Allerdings stellten sich manche der im Zuge der Zeugenvernehmungen vorgebrachten Details bei Überprüfung als fragwürdig heraus. So gab der fragliche Zeuge zwar an, die Taten hätten 1982 in der Wohnung eines inzwischen verstorbenen Professors stattgefunden, doch stellte sich heraus, dass das betreffende Wohnhaus erst 1995 erbaut worden war. Solche Widersprüche warfen Zweifel an der Glaubwürdigkeit einzelner Aussagen auf. Nichtsdestotrotz offenbarten die Anhörungen Hinweise darauf, dass in den 1980er Jahren jugendliche Prostitution in Amsterdam weithin toleriert wurde und ein Kreis von einflussreichen Freiern bestand. Ein ehemaliger Mitarbeiter des städtischen Gesundheitsdienstes, Raphael Beth, berichtete als Zeuge, in den 80ern hätten schätzungsweise 350 minderjährige Jungen in Amsterdam als Prostituierte gearbeitet – weit mehr als offiziell angenommen – und „die ganze Kinderprostitution wurde damals einfach geduldet“. Zu den Kunden sollen laut Informanten auch hochrangige Justizbedienstete und Staatsanwälte gehört haben, was bereits damals zu verdeckten Ermittlungen führte.
Tatsächlich geriet Joris Demmink schon Ende der 1990er im Rahmen des geheimen “Rolodex”-Ermittlungsverfahrens ins Visier. Dieses polizeiliche Ermittlungsprojekt zielte darauf ab, ein mutmaßliches Pädophilen-Netzwerk in höchsten Kreisen, darunter Justizministerium und Staatsanwaltschaft, aufzudecken. Nach Aussagen zweier ehemaliger Kriminalbeamter wurde das Ermittlungsverfahren jedoch abrupt gestoppt, als Demminks Name als möglicher Tatverdächtiger auftauchte. Auf Anordnung ranghoher Vorgesetzter seien die laufenden Untersuchungen mitten im Prozess eingestellt worden, ein Vorgang, den die beteiligten Polizisten als beispiellos beschrieben. Einer der Zeugen, der behauptet hatte, im Alter von 14 Jahren von Demmink vergewaltigt worden zu sein, erhielt nach der Einstellung des Verfahrens Morddrohungen und musste untertauchen. Fred Teeven, später Justizminister, soll laut Aussagen von Polizisten von den Verdächtigungen gegen Demink gewusst haben und anwesend gewesen sein, als die laufende Untersuchung eingestellt wurde. Zuvor hatte Teven noch ausgesagt, nichts von den Anschuldigungen gegen Demmink gewusst zu haben.